# Mistrzostwa Świata Juniorów w Saneczkarstwie 2008
23. Mistrzostwa świata juniorów w saneczkarstwie 2008 – odbyły się w dniach 7 - 8 lutego w amerykańskim Lake Placid. W tym mieście mistrzostwa odbyły się już trzeci raz (wcześniej w 1982 oraz 1995). Rozegrane zostały cztery konkurencje: jedynki kobiet, jedynki mężczyzn, dwójki mężczyzn oraz zawody drużynowe. W tabeli medalowej najlepsi byli Amerykanie.

## Wyniki

### Jedynki kobiet
- Data: Czwartek 7 lutego 2008

| Medal | Zawodniczka      | Narodowość        | Czas     | Strata |
| ----- | ---------------- | ----------------- | -------- | ------ |
|       | Kate Hansen      | Stany Zjednoczone | 1:29.105 |        |
|       | Lisa Liebert     | Niemcy            | 1:29.152 | +0.047 |
|       | Carina Schwab    | Niemcy            | 1:29.319 | +0.214 |
| 4.    | Madeleine Teuber | Niemcy            | 1:29.568 | +0.463 |
| 5.    | Stefanie Sieger  | Niemcy            | 1:29.584 | +0.479 |
| 6.    | Ksenia Cyplakowa | Rosja             | 1:29.762 | +0.657 |
| 7.    | Anastasia Young  | Stany Zjednoczone | 1:29.929 | +0.824 |
| 8.    | Lea Vanderlinden | Stany Zjednoczone | 1:30.225 | +1.120 |

### Jedynki mężczyzn
- Data: Czwartek 7 lutego 2008

| Medal | Zawodnik        | Narodowość        | Czas     | Strata |
| ----- | --------------- | ----------------- | -------- | ------ |
|       | Wolfgang Kindl  | Austria           | 1:41.028 |        |
|       | Felix Loch      | Niemcy            | 1:41.169 | +0.141 |
|       | Robert Huerbin  | Stany Zjednoczone | 1:41.921 | +0.893 |
| 4.    | Chris Mazdzer   | Stany Zjednoczone | 1:41.953 | +0.925 |
| 5.    | Robert Fischer  | Niemcy            | 1:41.964 | +0.936 |
| 6.    | Sascha Benecken | Niemcy            | 1:41.971 | +0.943 |
| 7.    | Manuel Pfister  | Austria           | 1:42.246 | +1.218 |
| 8.    | Trent Matheson  | Stany Zjednoczone | 1:42.384 | +1.356 |

### Dwójki mężczyzn
- Data: Piątek 8 lutego 2008

| Medal | Zawodnicy                          | Narodowość        | Czas     | Strata |
| ----- | ---------------------------------- | ----------------- | -------- | ------ |
|       | Toni Eggert/Marcel Oster           | Niemcy            | 1:26.665 |        |
|       | Chris Mazdzer/Jayson Terdiman      | Stany Zjednoczone | 1:27.372 | +0.707 |
|       | Oskars Gudramovičs/Pēteris Kalniņš | Łotwa             | 1:27.540 | +0.875 |
| 4.    | Ludwig Rieder/Patrick Rastner      | Włochy            | 1:27.683 | +1.018 |
| 5.    | Tristan Walker/Justin Snith        | Kanada            | 1:28.185 | +1.520 |
| 6.    | Reinhard Egger/David Schweiger     | Austria           | 1:28.194 | +1.529 |
| 7.    | Taras Senkiw/Roman Zacharkiw       | Ukraina           | 1:28.274 | +1.609 |
| 8.    | Andrejs Bērze/Uldis Logins         | Łotwa             | 1:28.349 | +1.684 |

### Drużynowe
- Data: Piątek 8 lutego 2008

| Medal | Zawodnicy                                                              | Narodowość        | Czas     | Strata |
| ----- | ---------------------------------------------------------------------- | ----------------- | -------- | ------ |
|       | Chris Mazdzer/Kate Hansen/Chris Mazdzer/Jayson Terdiman                | Stany Zjednoczone | 2:18.676 |        |
|       | Robert Fischer/Lisa Liebert/Toni Eggert/Marcel Oster                   | Niemcy            | 2:18.812 | +0.136 |
|       | Manuel Pfister/Birgit Platzer/Reinhard Egger/David Schweiger           | Austria           | 2:20.824 | +2.148 |
| 4.    | Achim Obkircher/Michaela Kammerer/Ludwig Rieder/Patrick Rastner        | Włochy            | 2:21.416 | +2.740 |
| 5.    | Andrij Mandzij/Maryna Halajdżjan/Taras Senkiw/Roman Zacharkiw          | Ukraina           | 2:21.912 | +3.236 |
| 6.    | Georgij Talipow/Ksenia Cyplakowa/Aleksandr Dienisjew/Władisław Antonow | Rosja             | 2:22.158 | +3.482 |
| 7.    | Tristan Walker/Arianne Jones/Tristan Walker/Justin Snith               | Kanada            | 2:22.167 | +3.491 |
| 8.    | Valentin Crețu/Violeta Stramaturaru/Paul Ifrim/Andrei Anghel           | Rumunia           | 2:22.337 | +3.661 |

## Klasyfikacja medalowa
| Miejsce | Państwo           |   |   |   | Razem |
| ------- | ----------------- | - | - | - | ----- |
| 1.      | Stany Zjednoczone | 2 | 1 | 1 | 4     |
| 2.      | Niemcy            | 1 | 3 | 1 | 5     |
| 3.      | Austria           | 1 | 0 | 1 | 2     |
| 3.      | Łotwa             | 0 | 0 | 1 | 1     |